# Timalia
Timalia is een monotypisch geslacht van zangvogels uit de familie timalia's (Timaliidae). De familienaam is ontleend aan dit geslacht. De enige soort:
- Timalia pileata  – Roodkaptimalia